# Jiří Melantrich z Aventina

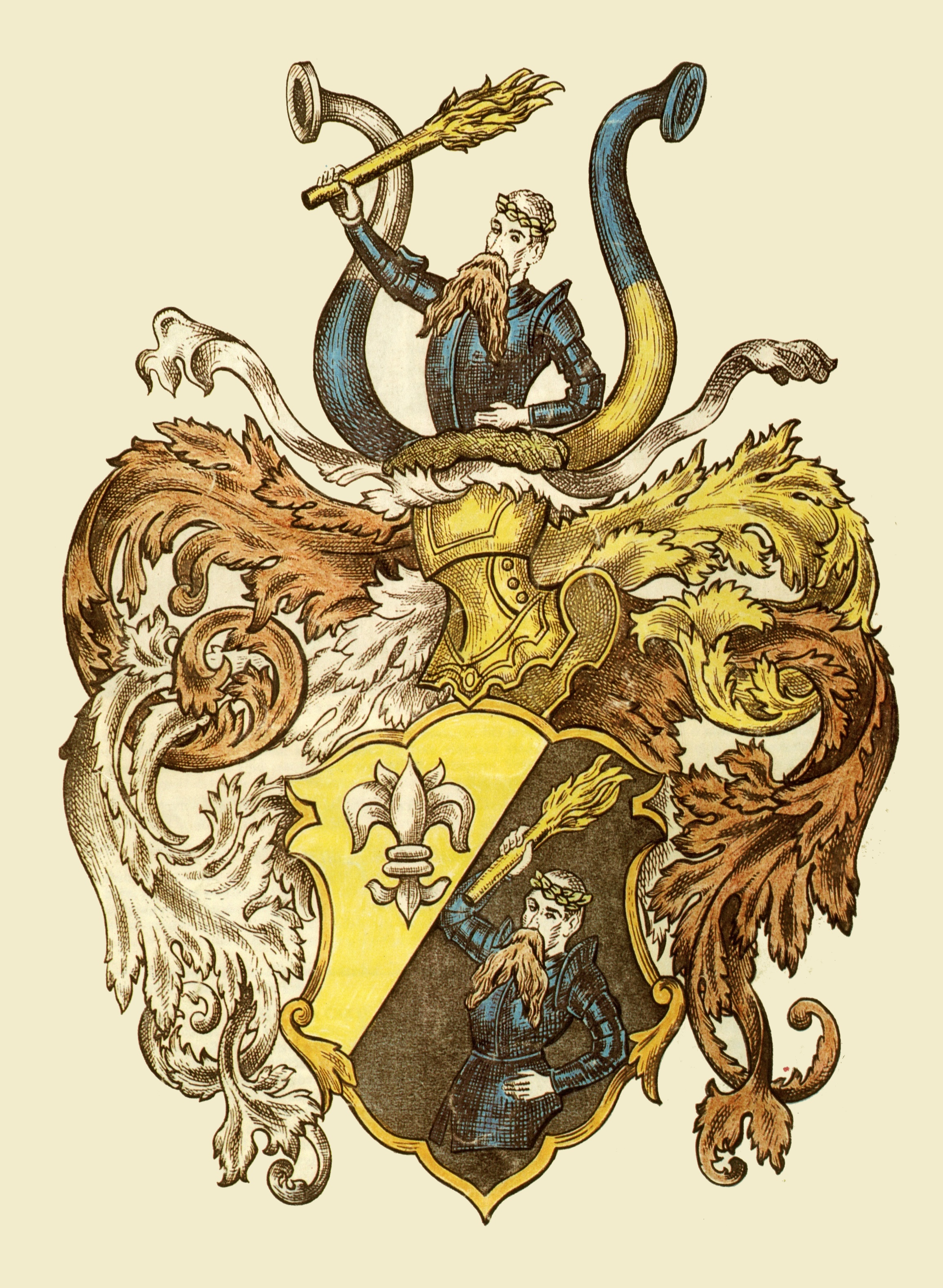
Kolorovaný erb Jiřího Melantricha, který mu byl spolu s predikátem z Aventina udělen roku 1557

Jiří Melantrich (Rožďalovský) z Aventina (též z Aventýna, původně Jiří Černý Rožďalovický; asi 1511, Rožďalovice – 19. listopadu 1580, Praha) byl významný český renesanční tiskař a nakladatel.
Ze své tiskárny postupně vybudoval velký tiskařský a nakladatelský podnik evropského významu. Základem jeho ediční činnosti se stala bible, kterou vydal zřejmě čtyřikrát či pětkrát (tzv. Bible Melantrichova zvaná též Melantriška). Třikrát vydal Nový zákon a také širokou paletu další náboženské a mravoličné literatury (mj. od Erasma Rotterdamského) určené jak katolickým, tak luterským či utrakvistickým zákazníkům. Věnoval se i tisku humanistické literatury a latinských básnických sbírek. Počinem přesahujícím svým významem hranici Čech byla spolupráce s proslaveným italským lékařem a botanikem Pietrem Andreou Mattiolim, především pak české a německé vydání jeho Herbáře. Věnoval se však i tisku různých příruček a slovníků, sněmovních akt či jiné právnické literatury, ale také laciných zábavných knížek lidového čtení.
Jiří Melantrich byl též členem městské rady Starého Města pražského. Roku 1557 mu byl udělen šlechtický titul a erb. Po celý život vystupoval jako humanisticky vzdělaný utrakvista ovlivněný luterstvím a tolerantní ke katolictví.
Po roce 1576 začal spolupracovat se svým zetěm Danielem Adamem z Veleslavína, který pak tiskařský podnik po Melantrichově smrti převzal a dále provozoval.

## Dětství a mládí
Není zcela zřejmé, kdy se Jiřík Černý, pozdější Jiří Melantrich z Aventina, narodil. Udávaný rok 1511 vychází z údaje Veleslavínova kalendáře, podle něhož se Melantrich dožil věku 69 let. Pocházel z nezámožné české utrakvistické rodiny. O jeho dětství a mládí se neví prakticky nic. První zmínka pochází až z roku 1534, kdy se stal bakalářem na artistické fakultě Pražské university.

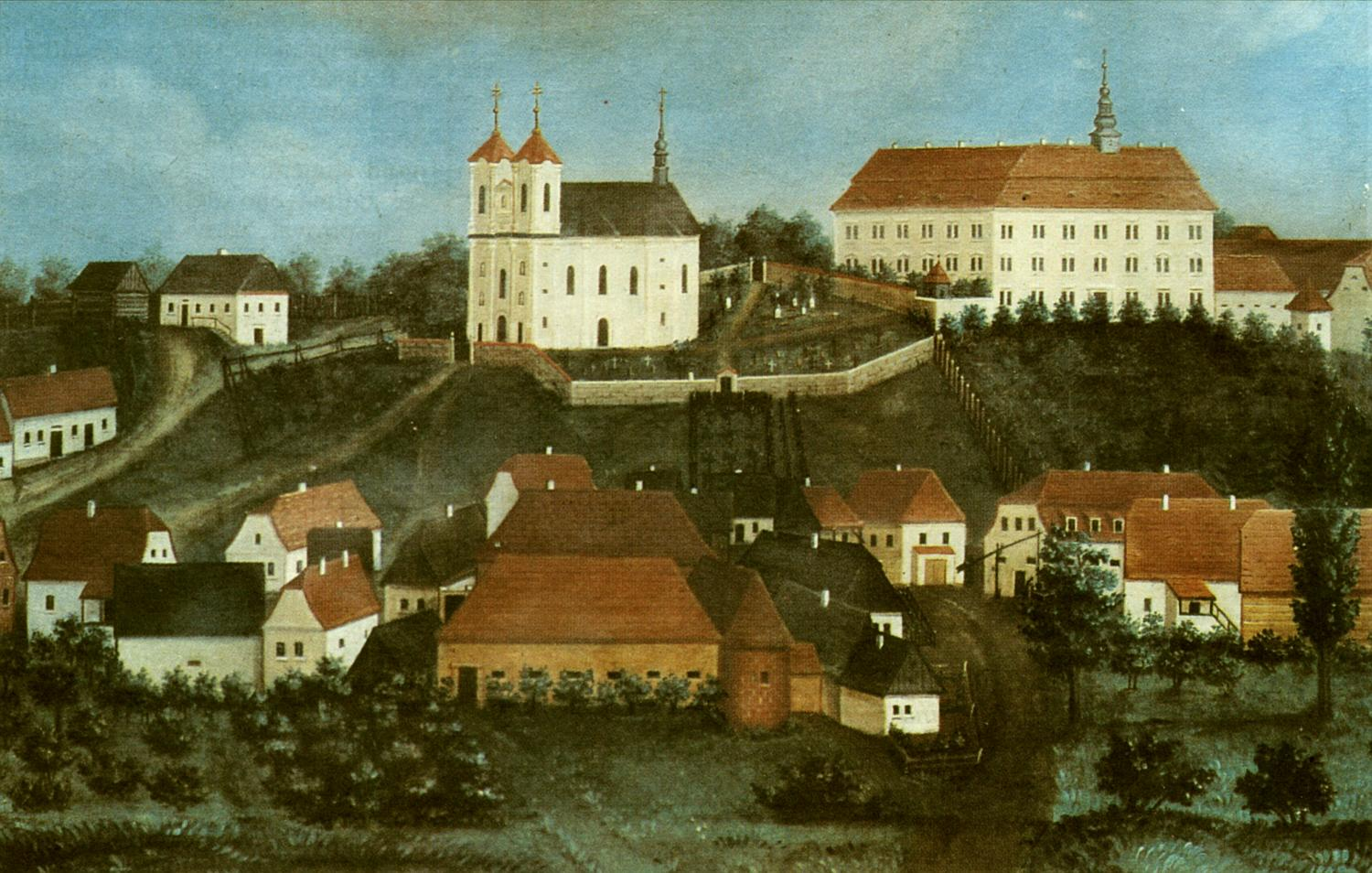
Rožďalovice na malbě z roku 1825

Také následující roky jeho života jsou plné dohadů. Předpokládá se, že po získání bakalaureátu odešel k dalšímu studiu do Wittenbergu, kde byl tehdy nejvýznamnějším učitelem německý humanista a teolog Philipp Melanchthon, ale není to nijak doloženo. Někdy v té době si Jiří Černý pozměnil příjmení na Melantrichos, což řecky znamená „černovlásek“. Podobné pořečtění či polatinštění jména bylo v té době dosti běžné. Ani často uváděný předpoklad, že se Melantrich setkal se Zikmundem Hrubým z Jelení, který byl už od roku 1524 zaměstnán v proslavené Frobenově tiskárně v Basileji, nelze opřít o historické prameny.
Zikmund Winter přinesl zajímavé zjištění, že roku 1541 vytiskl jakýsi Jiří Černý mravoličný spisek. Jednalo se o jeho první i poslední knihu, neboť tiskárna po vydání zkrachovala. Není doloženo, že tento Jiří Černý byl skutečně Melantrich, ale možné to je. Určitě je Melantrich zaznamenán roku 1545 na panství Jana z Pernštejna v Prostějově, kde v tiskárně Jana Günthera vydal knihu Doktora Urbana Rhegia rozmlouvání s Annou, manželkou svou. Tuto knihu slavného luterského teologa vydal Melantrich později ještě dvakrát.

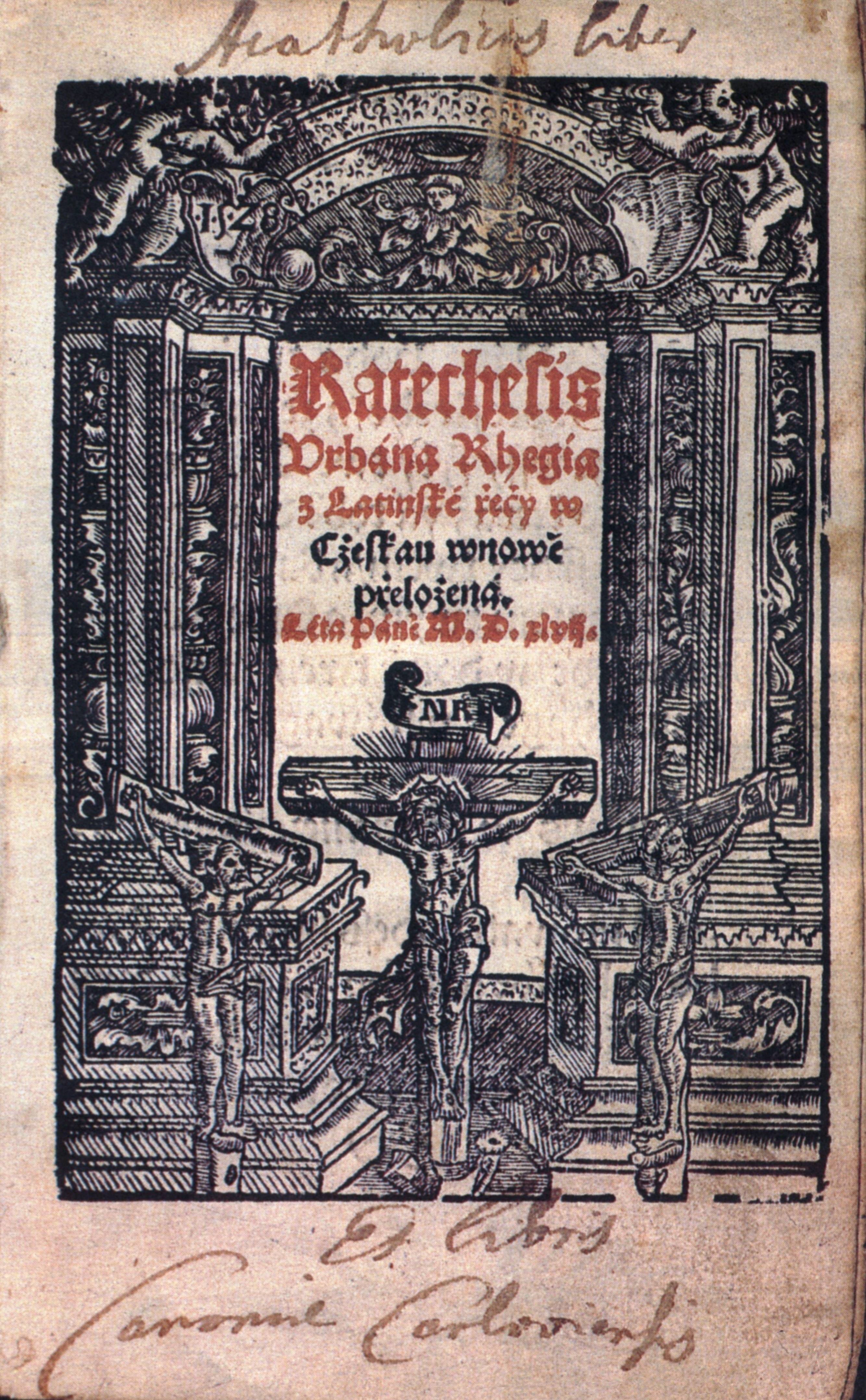
Jiří Melantrich z Aventina, titulní strana Rhegiova Katechismu z roku 1547

## Příchod do Prahy
Melantrich v Prostějově působil do konce roku 1546 nebo do počátku roku 1547. Poté odešel do Prahy, která tehdy prožívala hospodářskou konjunkturu.
Už od roku 1488 v Praze působila poměrně významná tiskárna Severýn – Kampova. Ta fungovala i po Severýnově smrti roku 1520, kdy dílnu převzal syn Pavel Severýn z Kapí Hory. Významné je například dvojí vydání Bible z let 1529 a 1537 (tzv. Bible Severýnova). Pouze tato tiskárna přežila období určité krize ve dvacátých letech 16. století. V roce 1544 bylo v Praze už 10 tiskáren a jejich počet dále rostl.
Melantrich si z Moravy přinesl základní tiskařský materiál a roku 1547 vydal další Rhegiovo dílo, český překlad jeho Katechismu. Slibný rozběh dílny však záhy překazil zákaz tisku knih, který vydal král Ferdinand I. jako reakci na stavovský odboj (zvaný též První české stavovské povstání). Melantrich tuto komplikaci vyřešil tím, že vstoupil do podniku stárnoucího umírněného katolíka Bartoloměje Netolického, na něhož se zákaz nevztahoval, neboť jako katolík zachoval věrnost panovníkovi.

## Spolupráce s Bartolomějem Netolickým
Oficiálně byl Melantrich pouhým zaměstnancem, je ovšem zřejmé, že z obchodního hlediska byl rovnocenným partnerem. Podle použitých liter a dalšího typografického materiálu lze totiž jasně odlišit práci obou tiskařů. Melantrich se přitom prokazatelně podílel i na tisku panovnické zakázky Akt těchto všech věcí, které jsou mezi nejjasnějším knížetem a pánem, panem Ferdinandem (etc.) a jistými osobami z panského, rytířského a měšťanského stavu království Českého léta tohoto XLVII zběhly či katolické knihy Testamentové a neb kšaftové dvanácti patriarchův. Intenzivně se však připravoval na hlavní projekt následujících let, nové vydání české bible, tzv. Bible Melantrichovy zvané též Melantriška.

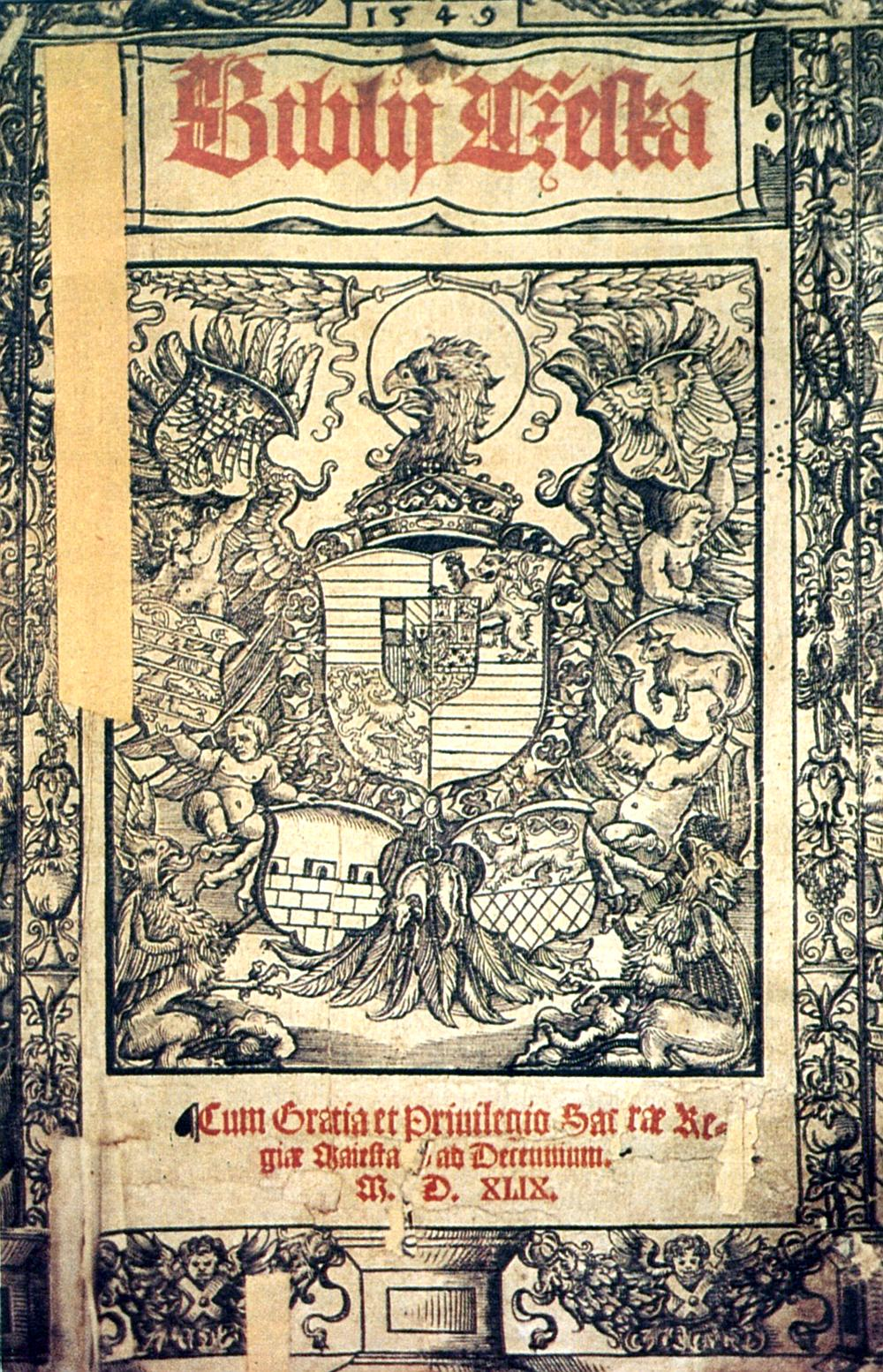
Bible Česká z roku 1549, společné vydání Netolického a Melantricha, titulní list

Bible, zejména jednalo-li se o kompletní vydání v českém překladu z latiny, byla po celé 16. století velmi výhodným zbožím. Její tisk značně zvyšoval tiskařovu prestiž, což si Melantrich plně uvědomoval. Proto už v prvním vydání z roku 1549 je uveden jako Netolického partner, přestože oficiálně byl pouhým zaměstnancem. I na základě toho je zřejmé, že hlavním iniciátorem vydání České Bible byl Melantrich.
Přestože vydání bible znamenalo prakticky jistý zisk, příprava a tisk každé takto rozsáhlé knihy byly nesmírně nákladné a trvaly řadu let. Bez rozsáhlých úspor nebo bohatého sponzora jej nebylo možné realizovat, neboť v té době ještě neexistovaly finanční instituce, které by tiskaři na takový projekt poskytly úvěr. Vedle právního krytí poskytl tedy zřejmě Netolický Melantrichovi také finanční prostředky. Netolický, nepochybně též na Melantrichův popud, zajistil u panovníka také důležité privilegium na tisk a výsadní prodej bible po dobu deseti let.
Český text Bible Melantrichovy prošel jazykovou revizí Sixta z Ottersdorfu a pečlivá byla i příprava typografické podoby knihy. Lze říci, že se jednalo o první Melantrichovo opravdu významné dílo, které mu také přineslo velmi slušný zisk a spolu s dalšími novými vydáními bible se stalo opěrným sloupem Melantrichova podnikání.
Do roku 1552 vydal Melantrich dalších 17 titulů. Kromě samostatného Nového zákona z roku 1551 však spíše menšího rozsahu.

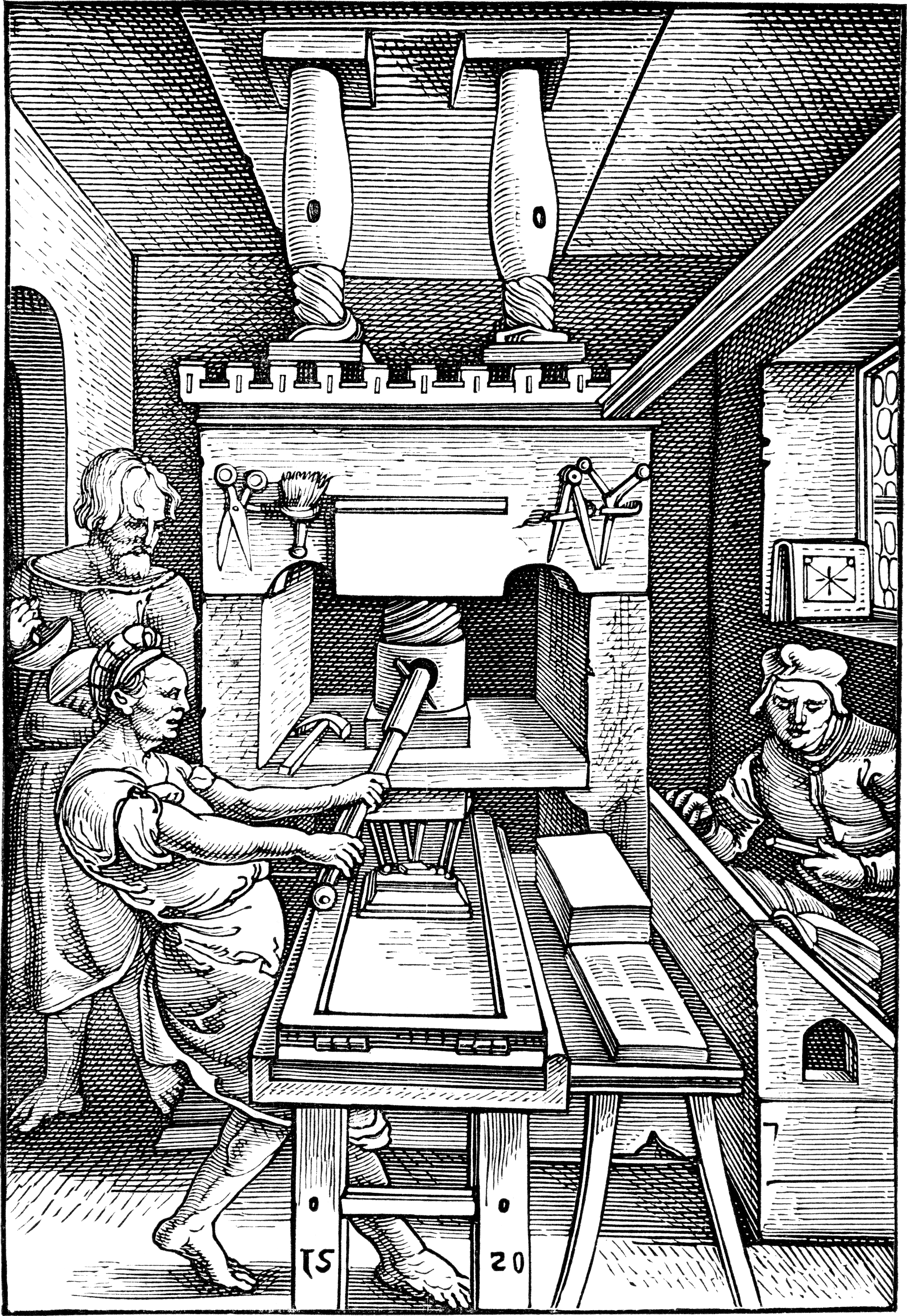
Vyobrazení práce v tiskařské oficíně z roku 1520: Muž vlevo drží polštářky jimiž se nanáší barva, druhý provádí vlastní tisk na tiskařském lisu, na stolku jsou čisté a již potištěné archy, třetí muž na pultíku u okna připravuje sazbu následující stránky dle rozevřené knihy, která obsahuje rukopis či starší vydání právě tištěného titulu

## Samostatné působení
Roku 1552 se Melantrich osamostatnil, respektive zcela převzal Netolického tiskárnu. Od roku 1550 byla totiž pražským tiskařům postupně a nejprve pouze na jednotlivé knihy opět vydávána privilegia k tisku. Rozhodující však bylo zřejmě to, že se Melantrichovi podařilo od Netolického odkoupit privilegium na tisk a výsadní prodej Bible. Melantrich poté tiskárnu z Malé Strany přesunul na Staré Město, kde už roku 1551 zakoupil nemovitost, a stal se tak staroměstským měšťanem.
V té době však tiskl spíše drobnější knihy, například minucí a knihu pranostik, knihu modliteb či další český překlad díla Urbana Rhegia nazvaného Studnice života, kancelářskou příručku Formy a notule čili Tytulář atp. V roce 1554 se oženil, ale záhy ovdověl. Hned následujícího roku se oženil opět. Důvodem menší tiskařské aktivity po osamostatnění byly zřejmě už zmíněné rodinné záležitosti spojené se zakoupením domu roku 1554 a jeho následnou opravou, ale také získávání nových obchodních a společenských kontaktů. Melantrich se mj. stýkal s humanistou a mecenášem české a latinské literární tvorby Janem starším Hodějovským z Hodějova a dalšími humanisty z jeho okruhu, například mladým Tadeášem Hájkem z Hájku. Důležité byly i kontakty na dvůr českého místodržícího, arcivévody Ferdinanda Tyrolského, nebo přátelství s již zmíněným Sixtem z Ottersdorfu. Tyto kontakty Melantrich čile využíval při svém podnikání, jak o tom svědčí řada vydaných knih.

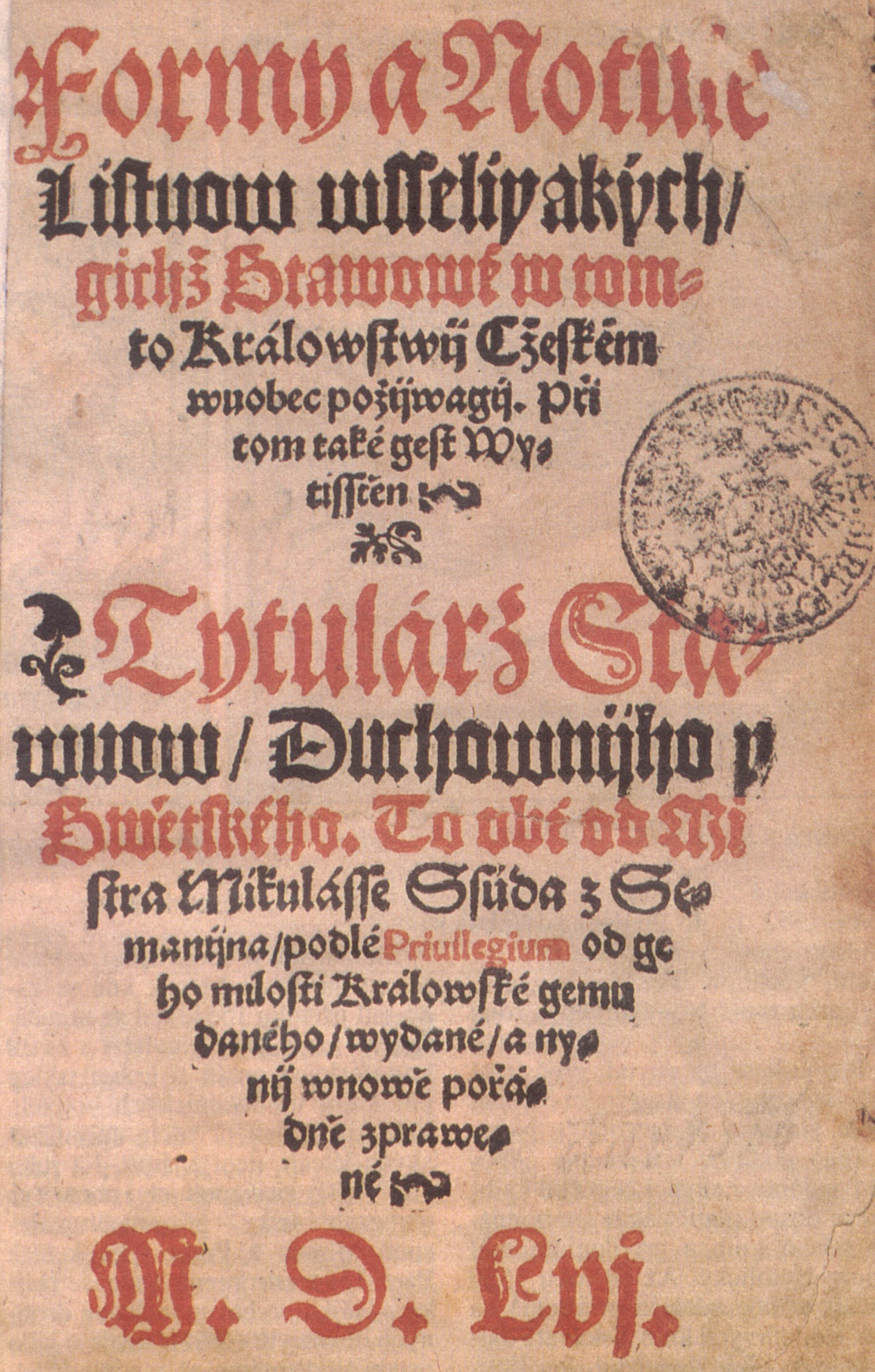
Kancelářská příručka Formy a notule čili Tytulář Mikuláše Šůda ze Semanína z roku 1556

7. prosince 1556 vydal Melantrich druhé vydání své Bible. Pracoval na něm už od roku 1555 a vydal jej v mimořádně vysokém nákladu, neboť roku 1559 končila platnost privilegia na výsadní prodej. Vydání bylo opatřeno novým titulním listem a Melantrich zde poprvé použil též nový tiskařský signet. Přestože bylo nově vysázeno, liší se od předchozího vydání pouze v detailech.
Okamžitě po dokončení tisku bible začala v tiskárně práce na dalších titulech. Byly jimi například Gesslerovo Lékařství přednější a zkušenější proti morovému nakažení či kniha pohřebních kázání od luterána Spangenberga. Rozsahem a nákladem drobné, ale vysokou kvalitou typografického zpracování důležité jsou latinské básnické sbírky zmíněných Melantrichových humanistických přátel. Jedna z těchto sbírek obsahovala verše oslavující sňatek Viléma z Rožmberka 28. února 1557. Zřejmě přitom není náhoda, že tento velmož poté zaštítil české vydání tehdy velmi oblíbené luterské moralistní knihy Jesus Syrach, jinak Ecclesisticus s podtitulem zrcadlo pobožnosti, ctnosti, kázně i počestnosti, kterou napsal Lutherův přítel Kašpar Huberin a do češtiny přeložil jindřichohradecký katolický farář Tomáš Rešl. Kniha vyšla roku 1557 a poté ještě několikrát.
V polovině srpna 1557 byl Melantrich poctěn erbem a přídomkem z Aventýnů, který odkazuje k Římskému Aventinu, na němž stávala první veřejně přístupná knihovna. 20. června 1558 se pak stal konšelem Starého města. S přerušením mezi lety 1560–1565, do níž patří Melantrichova hlavní tiskařská aktivita, se jako městský radní podílel na správě města až do roku 1579.
V té době Melantrich vydával spíše drobné tisky. Roku 1558 vytiskl „kapesní“ Nový zákon, o rok později obdobné osmerkové vydání ilustrovaných evangelií a epištol. Každoročně vydával též Minucí, Pranostyky a tiskl též sněmovní akta.

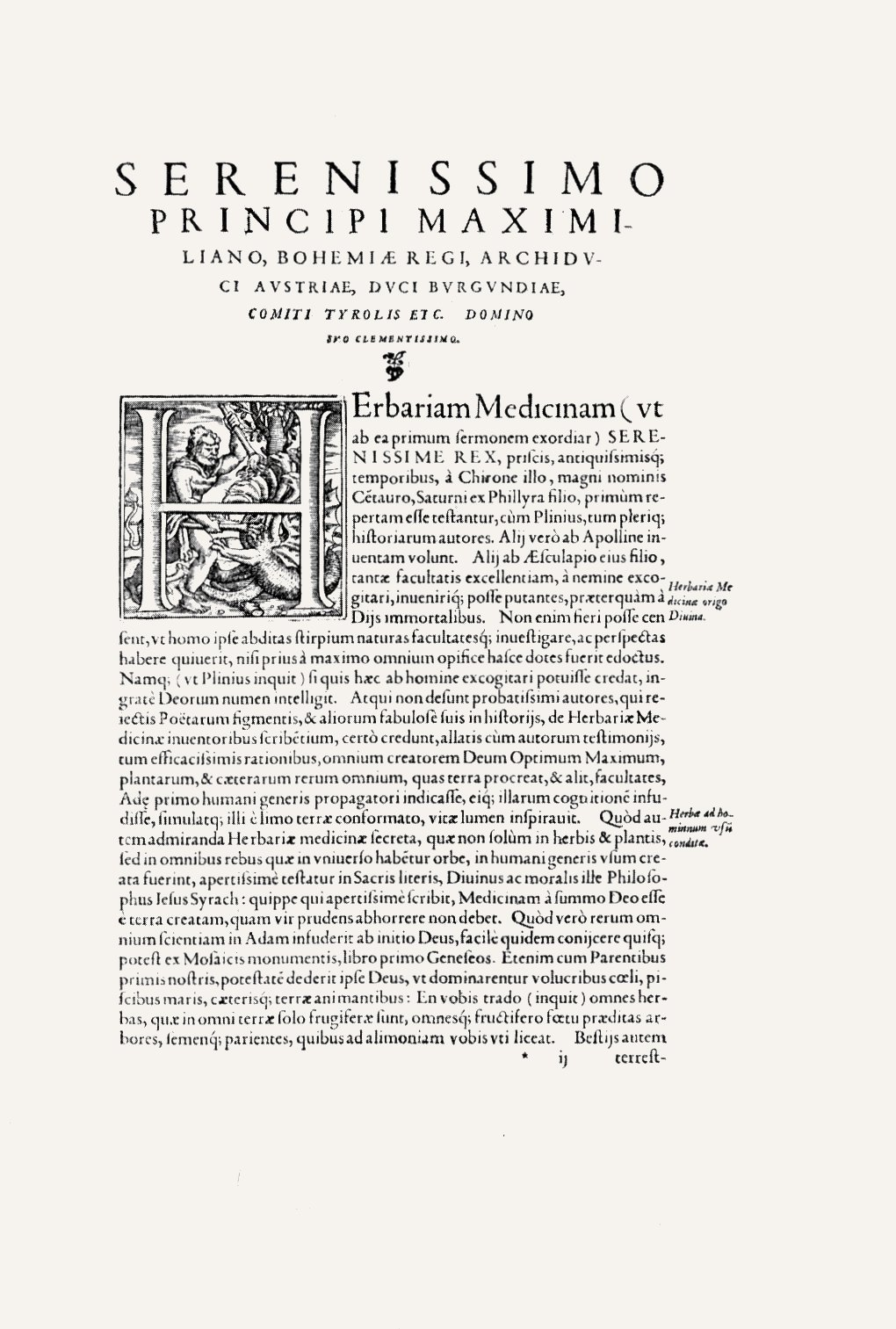
Textová strana Mattioliho Epistolarum Medicinalium z roku 1561

### Mezi lety 1561–1564
Roku 1561 byla, vedle drobných básnických sbírek, minucí, pranostik, sněmovních akt, nového vydání Jesusa Syracha a třetího vydání bible, tištěna důležitá kniha Epistolarum Medicinalium libri quinque (Pět knih lékařských dopisů), která obsahovala lékařské dopisy významným pacientům od osobního lékaře Ferdinanda II. Tyrolského, proslulého italského lékaře, vzdělaného přírodovědce a botanika, Pietra Andrea Mattioliho, který od roku 1554 žil v Praze. Kniha lékařských dopisů, jejichž otištěním se v té době publikovaly nové lékařské objevy, byla prestižním počinem a Melantrich si pro tuto příležitost nechal zhotovit opět nový signet, hrdě hlásající latinské nec igni cedit nec ferro (nepodlehne ohni ani meči). Kniha, obsahující též celostránkovou ilustraci s Mattioliho portrétem, je opět ukázkou Melantrichova typografického mistrovství. Latinsky psaná kniha byla prodávána po celé Evropě a byla pro tento prodej vybavena několika panovnickými privilegii.
Ihned po dokončení práce na Lékařských dopisech začal Melantrich tisknout další, dnes daleko známější Matthioliho dílo – Herbář. České vydání bylo hotovo roku 1562. Šlo o první české vydání v té době již evropsky proslulé knihy. Oproti předchozím vydáním však byla kniha autorem rozšířena a přepracována. Královské privilegium na její vydání získal Melantrich již v roce 1554.

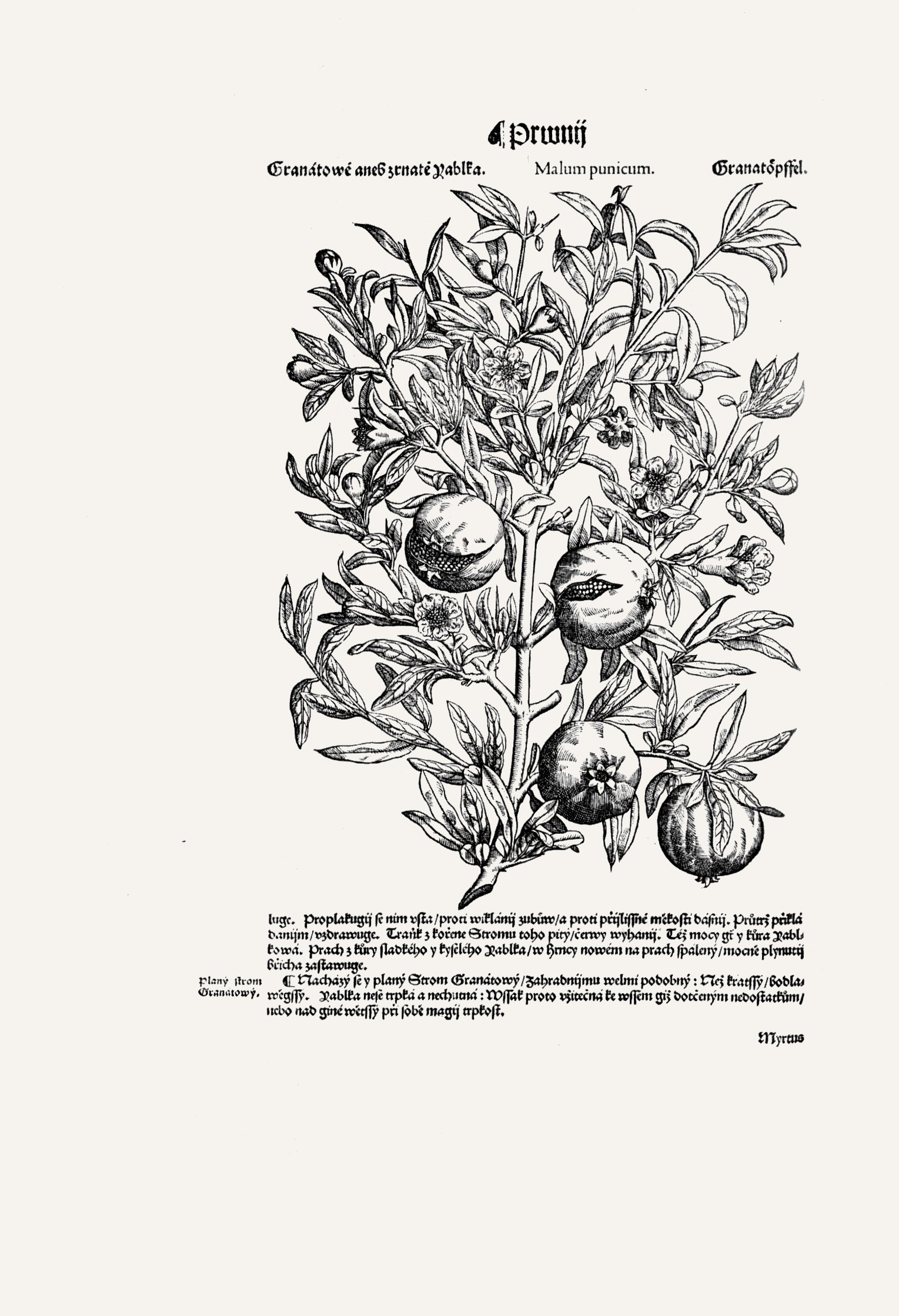
Mattioliho Herbář neboli bylinář z roku 1562 – textová strana s vyobrazením

Iniciátorem vydání pravděpodobně byl Ferdinand Tyrolský, který přípravu a tisk prokazatelně všemožně podporoval. Finanční prostředky ovšem vložili všichni zúčastnění včetně Melantricha. Především vzhledem k rozsáhlému použití velkých a náročně provedených dřevořezů, kterých bylo více než dvě stě, se totiž jednalo o počin ještě náročnější, než bylo první vydání Melantrichovy bible.
Herbář do češtiny přeložil Tadeáš Hájek z Hájku. Německou verzi, která vyšla roku 1563, přeložil Georg Handsch, lékař a přírodovědec, který pocházel z České Lípy. Podobně jako v případě jiných Melantrichových podniků bylo i vydání herbáře do důsledku promyšlenou a výborně organizovanou akcí, jak dokládá mj. souběh českého a německého vydání. Tímto krokem došlo k pokrytí prakticky celého knižního trhu ve střední Evropě. České vydání se prodávalo nejen na českém území, ale i v Polsku. Německé vydání pak především v německých zemích a Rakousku, ale i v dalších zemích s německy mluvícím obyvatelstvem, Čechy nevyjímaje.
V té době ještě neexistoval rozvinutý knižní trh. Knihy byly prodávány nesvázané přímo v tiskařských oficínách a na výročních trzích, mj. i na specializovaném knižním veletrhu ve Frankfurtu, na nějž Melantrich prokazatelně zajížděl. Významná část knih pak byla prodávána prostřednictvím knihařů.

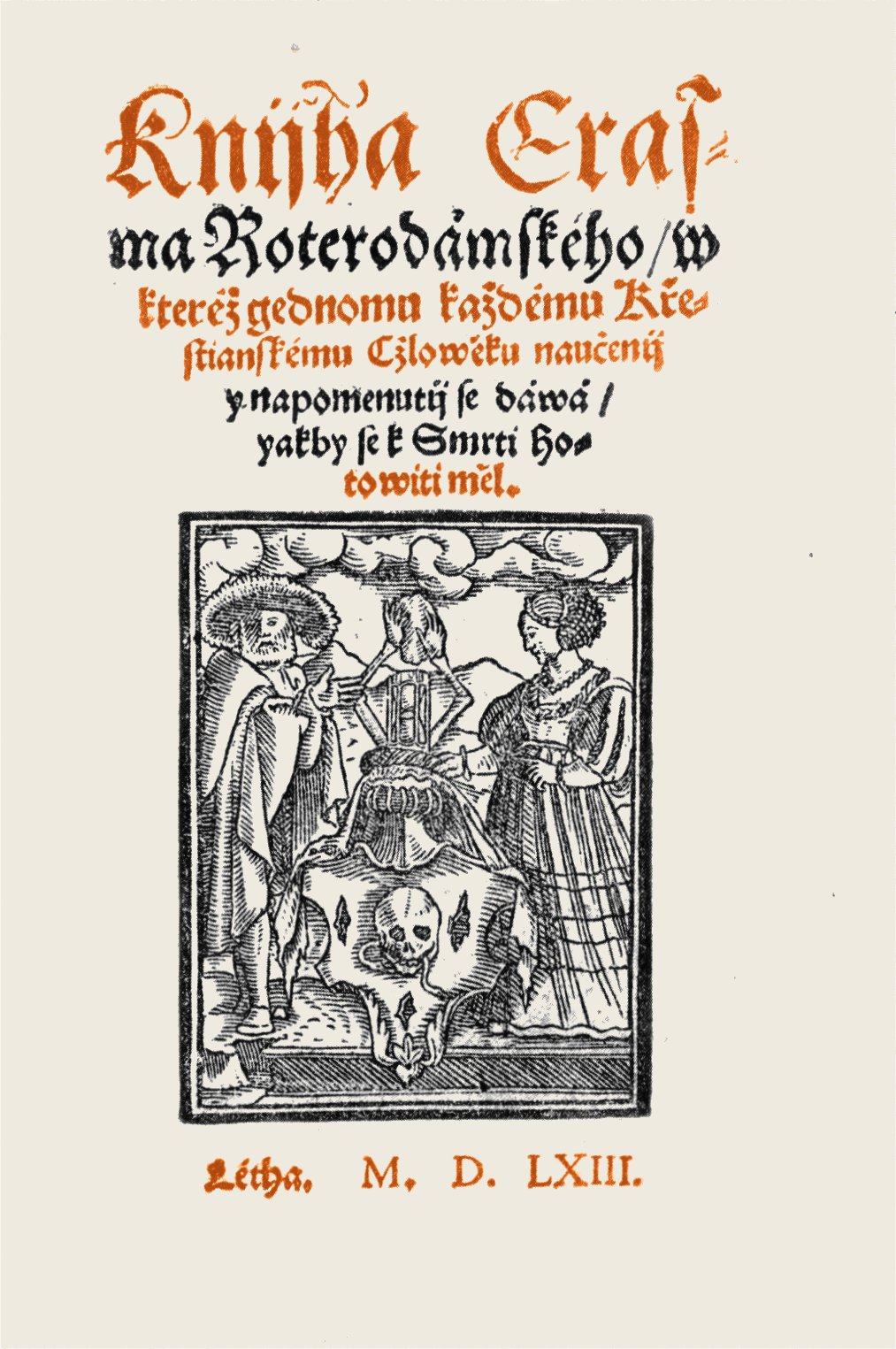
Titulní list knihy Erasma Rotterdamského O hotovení se k smrti z roku 1563

Současně s herbářem vydal Melantrich tři latinské učebnice, mj. Melanchthonovu latinskou gramatiku. Kromě toho též řadu dalších drobných publikací. Roku 1562 vydal Melantrich nejméně 19 publikací, což je vůbec největší doložený počet titulů vydaných v melantrišské tiskárně v jediném roce.
Také roku 1563 vydal Melantrich řadu drobnějších knih. Vedle obvyklých minucí a pranostik také další drobné básnické sbírky, mj. od Bohuslava Hasištejnského z Lobkovic, mravoličnou knížečku O nekřesťanském a hrozném lání, rouhání, Bohu zlořečení a především knihu s dlouhým názvem: Kniha Erasma Rotterdamského, v kteréž se jednomu každému křesťanskému člověku naučení dává, jak by se k smrti hotoviti měl. Kniha spojuje tehdy slavný cyklus dřevořezů Hanse Holbeina mladšího s textem Erasma Rotterdamského, jehož smyslem je příprava na dobrou smrt. Dřevořezy byly nově vyřezány v Praze, což mj. umožnilo pozměnit některá satirická, protikatolická místa výjevů. Text z latiny přeložil nejvyšší sudí Jan Popel z Lobkovic, který byl k tomuto úkolu vhodný nejen jako latiník, ale také jako člověk od roku 1547 panovníkem pověřený cenzurou českých knih. Kniha proto vyšla bez obtíží a dočkala se dokonce dotisku.

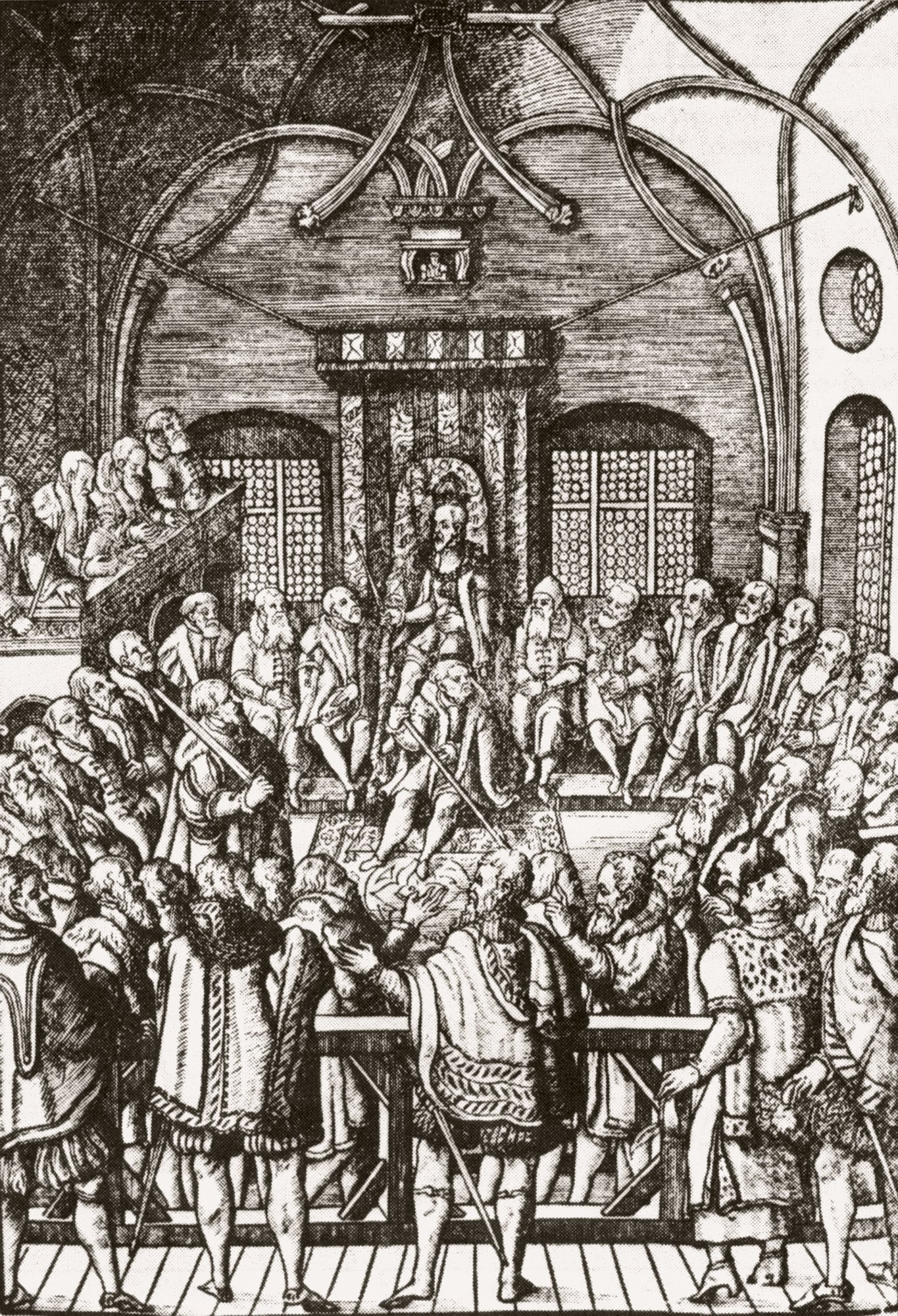
Zasedání zemského soudu – ilustrace z knihy Práva a zřízení zemská od Volfa z Vřesovic z roku 1564

Nejvýznamnější melantrišskou knihou roku 1564 byla Vřesovcova kniha Práva a zřízení zemská království Českého, popisující právní a politické uspořádání tehdejších Čech. Vydání obsahuje mj. celostrannou ilustraci zobrazující jednání zemského soudu.

### Mezi lety 1564–1570
Po roce 1564 dochází v Melantrichově tiskařské produkci k určitému zlomu. Dále jsou vydávány už pouze spíše běžné tituly, částečně i reedice starších, ale jen málo skutečně rozsáhlých a závažných projektů, jakým byl herbář. Možných důvodů je několik: Melantrichovi v té době bylo již 53 let, opět se intenzivně věnoval práci v městské radě a navíc mezi lety 1563–67 zakoupil a poté nechal zcela přestavět rozsáhlý a výstavný renesanční dům U dvou velbloudů v Kunešově, nynější Melantrichově ulici, která je dodnes jednou z hlavních ulic Starého Města. Tento dům, zvaný později také Melantrichův byl demolován na konci 19. století. Melantrich v něm s celou rodinou bydlel a také zde sídlila jeho tiskařská oficína. Významnou příčinou útlumu Melantrichovy aktivity byl také odchod arciknížete Ferdinanda na zámek Ambras v Tyrolsku. Praha poté až do příchodu dvora Rudolfa II. ztratila charakter rezidenčního města. Významné osobnosti, humanisty evropského formátu i humanisticky orientované Čechy, například Tadeáše Hájka z Hájku, přitahoval nyní daleko spíše dvůr Maxmiliána II. ve Vídni než Praha. Roku 1566 navíc zemřel Jan Hodějovský z Hodějova, takže Melantrichovi se prakticky rozpadl okruh humanisticky orientovaných přátel a spolupracovníků, ale také mecenášů a zákazníků.
Roku 1564 si Melantrich zažádal o nové privilegium na tisk bible. Připravoval tak nejen nové vydání této knihy, ale také se snažil zabránit v jejím vydání konkurenci. Navíc se tím nepřímo bránil také nelegálnímu dovozu biblí, především Bible norimberské.
Z příležitostných tisků tohoto období je třeba vedle drobných sbírek poesie zmínit melantrišské tisky týkající se smrti císaře Ferdinanda I. Správce malostranské školy u svatého Mikuláše Vincenc Makovský z Makova vydal roku 1565 Elegii na smrt císaře Ferdinanda, arcibiskup Antonín Brus z Mohelnice vydal tiskem svou pohřební řeč a příležitostným tiskem vyjádřil svůj zármutek i probošt pražské kapituly Jindřich Scribonius. Roku 1566 pak u Melantricha vydal svou skladbu Querela Iusticie čili Nářek spravedlnosti humanista Jan Balbín, podle něhož smrtí císaře „spravedlnost uprchla na nebesa a na zemi jí není“

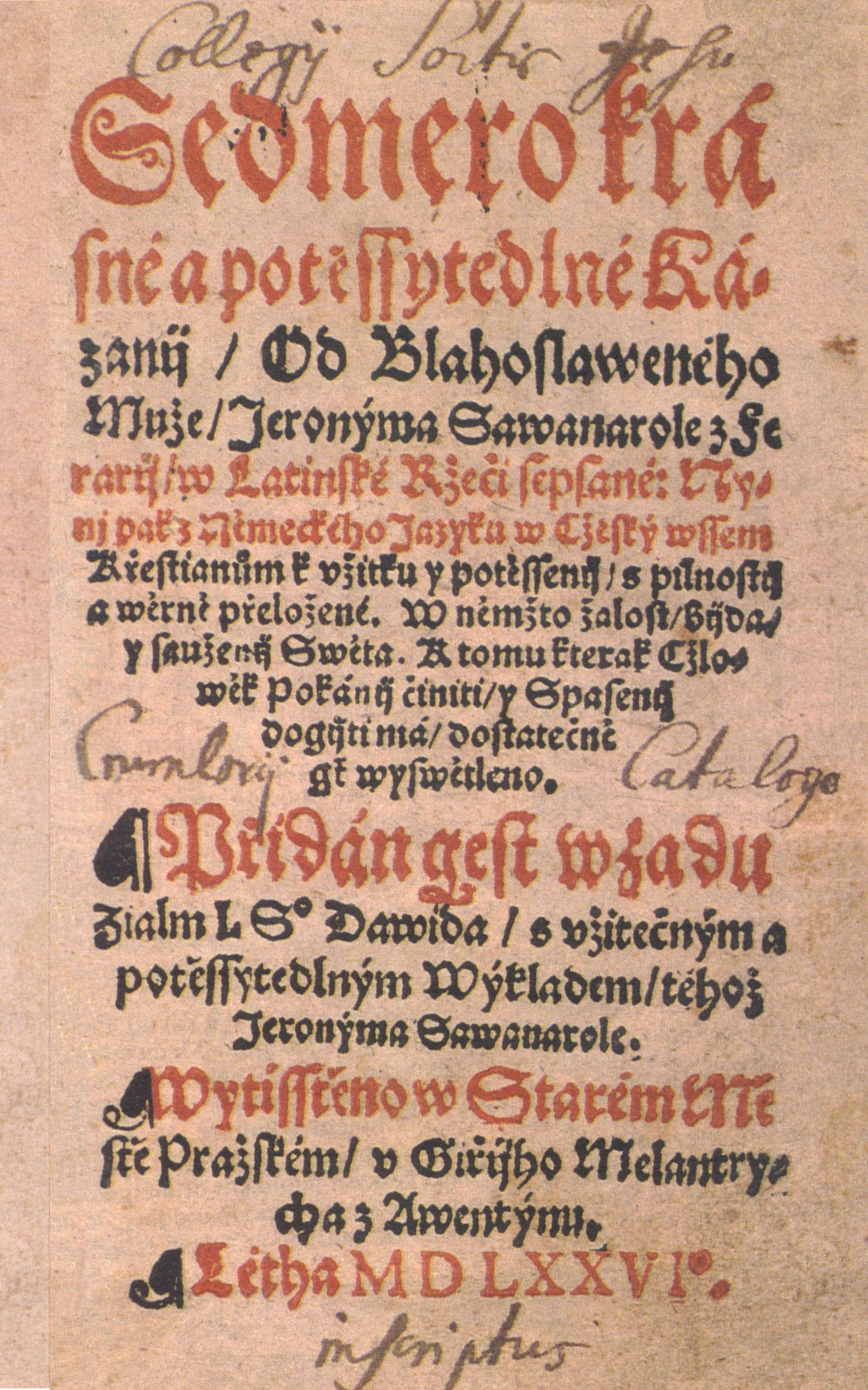
Titulní list sbírky Savonarolových kázání vydaných poprvé roku 1565, zde v reedici z roku 1576

Roku 1565 vydal Melantrich také knihu kázání Girolama Savonaroly Sedmero krásné a potěšitelné kázání. Kniha zjevně šla dobře na odbyt, neboť Melantrich v následujících letech vydal ještě dva dotisky.
Dobře na odbyt šla také zábavná kniha s názvem Kronika o Herkulesovi jejímž autorem byl Zikmund Antoch z Helfenberku. Z levných knih „lidové“ literatury zábavného nezávažného obsahu, kterých se dnes dochovalo velmi málo, vydal podle soupisů i dochovaných exemplářů prakticky veškeré tehdy běžné tituly. Vedle dochovaných Testamentů dvanácti patriarchů, synů Jákobových a bohatě ilustrované Rady zvířat to dle soupisu z roku 1586 byly: Alexander, Apollonius, Brigida, Bruncvík, Eulenspiegel, Fortunatus, Frantova práva, Jovián, Markolt, Meluzína, Pirámus a Tysble a oblíbená Kronika sedmi mudrců.
Další pozoruhodnou knihou je Knížka v českém a německém jazyku složená, kterak by Čech německy a Němec česky ... učiti se měl z roku 1567. Jednalo se o oblíbenou konverzační příručku Ondřeje Klatovského z Dalmanhorstu, vydávanou až do 17. století. Roku 1568 pak Melantrich vydal mj. latinské Terentiovy komedie. Všechny tyto zmíněné knihy se velmi dobře prodávaly a posloužily jako vítaná náhrada za velké ediční podniky první poloviny desetiletí.

### Po roce 1570
V roce 1570 došlo konečně k dalšímu vydání bible. Dílo bylo vybaveno novým indexem a rejstříkem. Hlavní změnou však bylo kompletní nahrazení dříve použitých dřevořezů novými, vytvořenými předními umělci přímo pro toto vydání. Není proto divu, že typografickou a výtvarnou kvalitou vydání patří k nejkvalitněji zpracovaným českým tiskům vůbec.
Nově byl vytvořen titulní list, na němž je mj. dochováno jediné známé vyobrazení Jiřího Melantricha z Aventina. Více než stovka velmi kvalitních dřevořezů znamená zcela nové pojetí ilustrace, které se markantně odlišuje od běžných dobových publikací a navazuje na soudobou italskou malbu a grafiku. Bible byla dedikována císaři Maxmiliánovi II. Po jeho smrti roku 1576 zřejmě Melantrich neprodaný zbytek nákladu opatřil novým titulním listem s dedikací císaři Rudolfu II. Poněkud překvapivě měla k vydání z roku 1570 připomínky cenzura, přestože se textově nelišilo od předchozích vydání. Tato událost zřejmě dokládá i jinde patrné stupňující se napětí a náboženskou polarizaci, která vyvrcholila roku 1618 stavovským povstáním.
Řada mladých Melantrichových spolupracovníků, kteří se v té době podíleli na vydávání školských příruček i dalších publikací, byla později spojena se zápasem o Českou konfesi. Jejich držitelé patřili do řad protestantské opozice. Mezi jinými Petr Codicillus z Tulechova, který nejen psal minucí a pranostiky, ale připravoval také nový latinsko–česko–německý slovník, který pak byl roku 1575 skutečně s velkým úspěchem vydán. Dalším byl Pavel Pressius, teolog, hebraista a kazatel pohybující se na rozhraní mezi luteránstvím a kalvinismem, který pro Melantricha připravil gramatickou příručku.

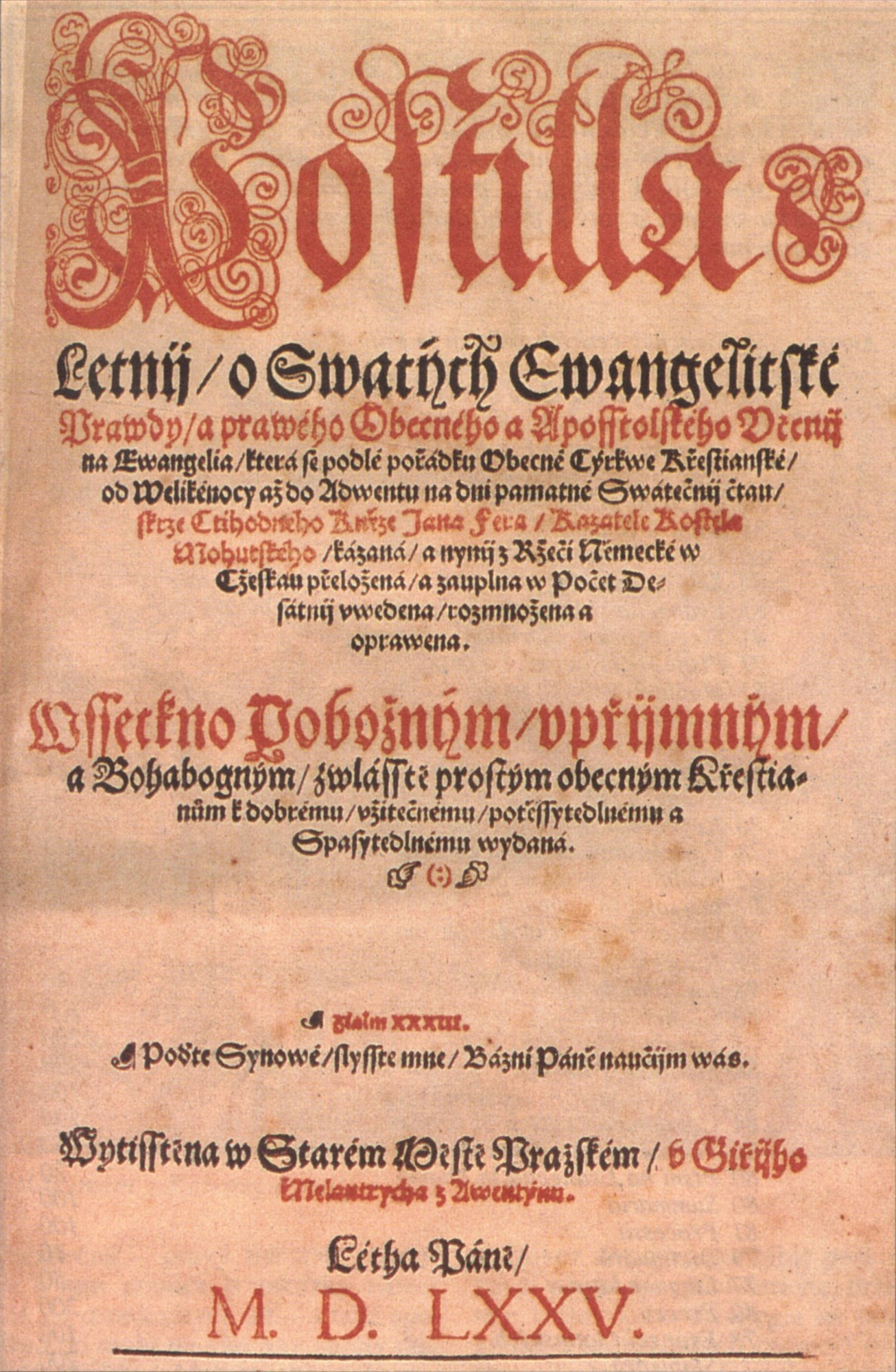
Titulní list Ferrovy Postily z roku 1575

Přestože Melantrichovi byla z náboženské literatury nejbližší literatura luteránská (Rhegius, Mathesius), vydával vedle děl akceptovaných všemi stranami (Jesus Syrach, Erasmova kázání, Tomáš Kempenský) také díla vysloveně katolická, jakými byla již zmíněná Savonarolova kázání či v roce 1575 na náklady arcibiskupa Antonína Bruse a Viléma z Rožmberka vytištěná Postila Johanna Ferra. Tato dvousvazková publikace opět vyniká typografickou úpravou a rozhodně se nezdá, že by ji stárnoucí tiskař tiskl z donucení, jak bývalo na Melantrichovu „obhajobu“ uváděno ve starší literatuře. Daleko pravděpodobnější je to, že se Melantrich jednoduše snažil o co nejširší nabídku publikací. Ferova Postila je přitom vyzdobena dřevořezovými ilustracemi prvotřídní úrovně a je sázena specifickým „melantrišským švabachem“, obsahujícím kompletní diakritická znaménka, takže nebylo, jako u starších tisků, nutné používat spřežky. Část štočků, užitých Melantrichem pro tisk ilustrací Ferrovy Postily, byla použita již v roce 1564 při nelegálním tisku Postily Husovy. Starší domněnka, že použití týchž štočků dokládá Melantrichovo autorství nelegálního tisku Husovy Postily, je však nepravděpodobná. Melantrich patrně štočky koupil už použité v Norimberku, kde byla Husova Postila zřejmě ve skutečnosti roku 1564 tištěna.
Českou konfesi, na níž se podílela řada Melantrichových přátel, on sám s ohledem na králův postoj tisknout nemohl. Naopak roku 1575 vydal gratulační báseň k Rudolfově korunovaci od písaře dvorského archivu Pavla Sellera.

## Spolupráce s Danielem Adamem z Veleslavína
Roku 1576 zasnoubil stárnoucí tiskař svou nejstarší, tehdy devatenáctiletou dceru Annu třicetiletému profesorovi pražské univerzity Danieli Adamovi. Činil tak nepochybně z praktických důvodů, neboť potřeboval svěřit prosperující podnik schopnému nástupci. Svatba se konala 27. listopadu 1576 a k této příležitosti vyšel sborníček latinských veršů. Daniel Adam, od roku 1578 užívající predikát „z Veleslavína“, začal hned po svatbě vystupovat jako Melantrichův společník a ujal se řízení tiskárny. To přineslo novou dynamiku do vydávání knih, ale také určité provozní problémy. Roku 1577 například arcibiskup hrozil zapečetěním tiskárny, neboť omylem či úmyslně nepředložila vydání bible cenzuře. Kalvinismu a Jednotě bratrské blízký Veleslavín zjevně nebyl ochoten k jemnému manévrování a ústupkům jako to do té doby činil Melantrich. Melantrichova druhá dcera Alžběta se v roce 1578 provdala za staroměstského měšťana Havla Zejdu z Hornsegu. Také k této příležitosti vyšel sborníček latinských veršů.

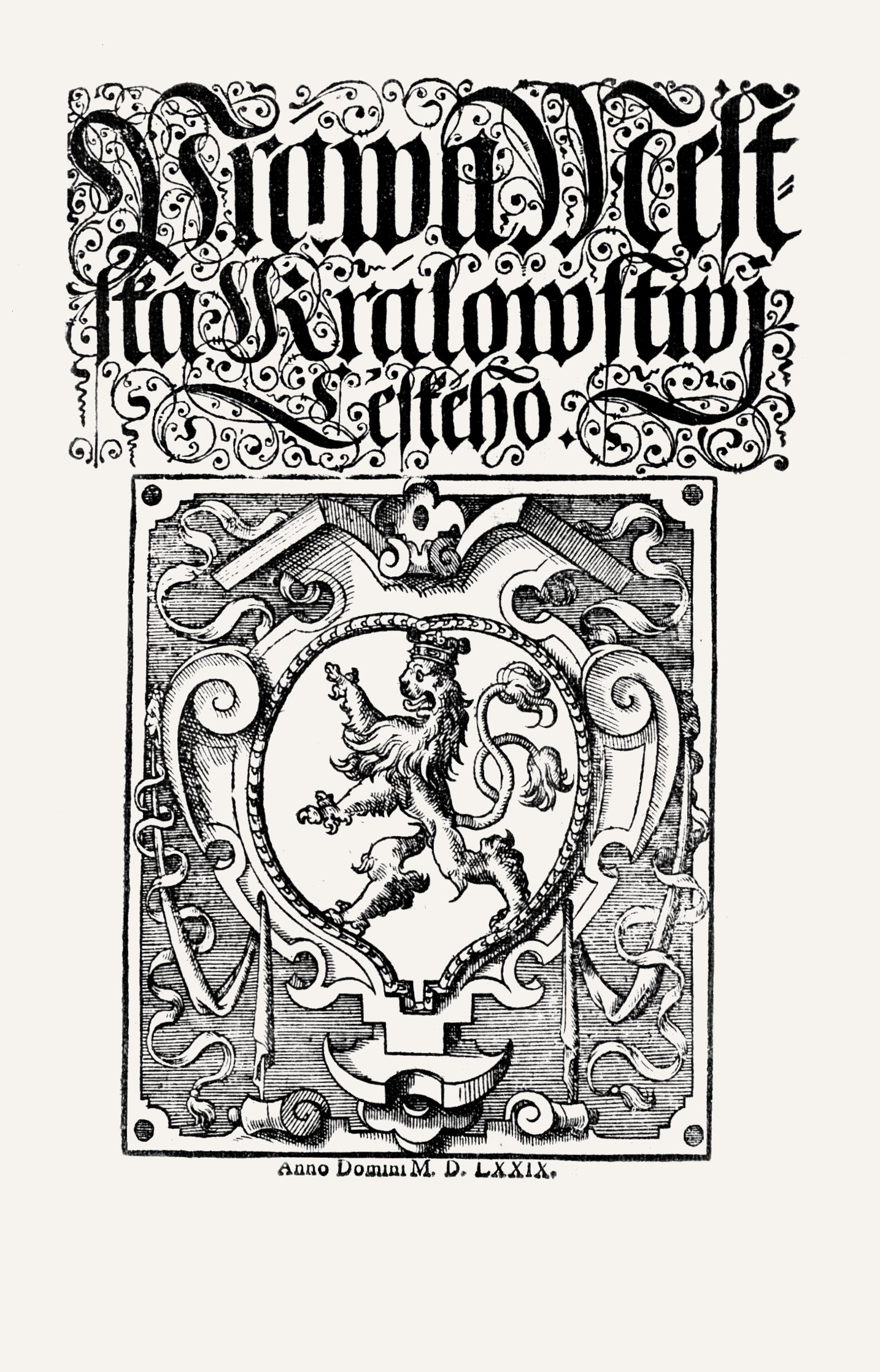
Titulní list Koldínových Práv městských Království českého

Roku 1577 vyšly mj. Ciceronovy latinské dopisy a také rozsáhlý latinský Tessaurus Basilia Fabri. Roku 1578 pak vyšel slavný a hojně čtený Veleslavínův Kalendář historický. Roku 1579 bylo vydáno další slavné a obecně významné dílo Práva městská Království českého od Pavla Kristiána z Koldína.
Předchozí knihy vyšly jako společné dílo obou tiskařů. Samostatně vydal Melantrich písně Šimona Lomnického z Budče, Dialogy švýcarského humanisty a Kalvínova oponenta Sebastiana Castellia. Poslední z pozoruhodných Melantrichových knih pak byl Masopust, mravokárná kniha od katolického faráře Vavřince Leandra Rváčovského, psaná drsným a bujarým jazykem.
V úterý 15. listopadu 1580 Melantrich nadiktoval svou závěť a v sobotu 19. listopadu 1580 zemřel. Pochován byl v Betlémské kapli. Napjaté vztahy s Veleslavínem prozrazuje to, že mu Melantrich neodkázal zhola nic. Podnik zdědil tehdy ještě nezletilý Melantrichův syn Jiří a také ostatní potomky otec velkoryse zaopatřil. Veleslavín podnik vedl do roku 1584, kdy jej po dosažení plnoletosti převzal Jiří, ten se však velmi zadlužil a po jeho předčasné smrti o dva roky později, roku 1586, převzal tiskárnu hlavní věřitel Daniel Adam z Veleslavína. Ten pokračoval ve své ediční politice nastolené již roku 1576 a v mnohém navazující na Melantrichovu produkci. Stejně jako Melantrich, i Daniel Adam představoval nejvýznamnějšího tiskaře své doby, zatímco se však Melantrich snažil spíše o ústupky a toleranci, Veleslavín myslel i jednal daleko vyhroceněji. I tím však oba velmi dobře odráželi dobu, v níž žili.

## Melantrichův odkaz

### Typograf
O Melantrichově školení nevíme prakticky nic, přesto je velmi pravděpodobné, že skutečně důvěrně poznal provoz některé velké tiskárny jako byla Frobenova tiskárna v Basileji. Dokládá to hluboká znalost typografie a tiskařského řemesla a také zkušenost s nakladatelskou činností, její organizací a ekonomikou. To vše na špičkové evropské úrovni.

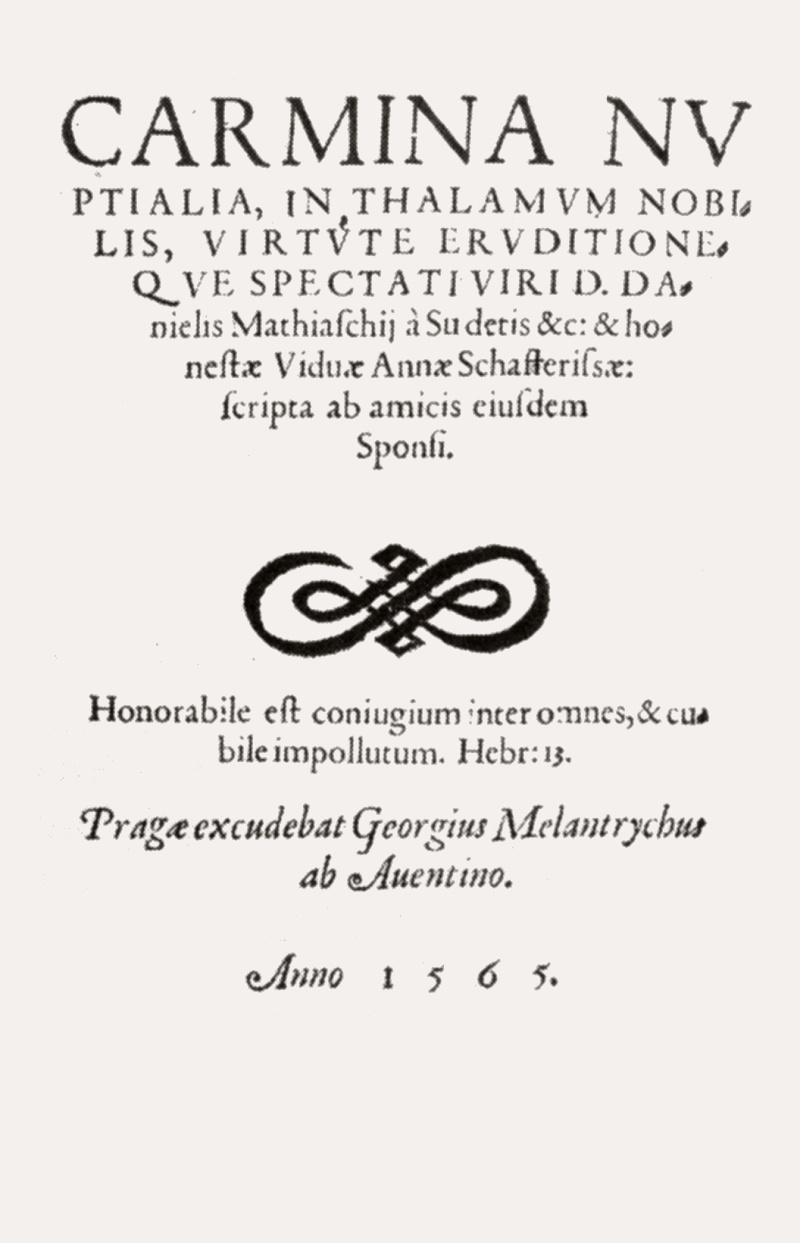
Titulní list sbírky básní ke sňatku Daniela Matyáše ze Sudetu z roku 1565

Kvalita Melantrichových publikací přitom nespočívá pouze v použití kvalitní sazby a propracovaných, rozměrných dřevořezů, nýbrž též v typografickém uspořádání sazby, uměřeném a citlivém použití ozdobných iniciál a dalších výzdobných prvků, v kompozici jednotlivých tiskových stran, což je patrné zvláště v sazbě stran titulních, ve schopnosti kombinace a výběru různých druhů písma atd. To vše prozrazuje zjevný výtvarný talent. Nejvýrazněji je tato schopnost patrná na drobných tiscích latinské poesie, neboť tyto práce nebyly tolik zatíženy nutností upoutat pozornost kupců množstvím textu květnatě vychvalujícího nabízenou knihu.

### Podnikatel
Od roku 1547 do roku 1580 vydal Melantrich minimálně 233 titulů knih i drobných tisků různého druhu. Toto číslo bylo pravděpodobně ještě vyšší, protože zvláště drobné příležitostné tisky či zábavná literatura se často nedochovaly a neexistují o nich ani jiné doklady. Z doložených publikací bylo 111 českých, 75 latinských, 3 německé, jedna italská a 33 vícejazyčných (učebnice a slovníky). Také tematický záběr Melantrichova podniku byl velmi široký a dokládá obrovskou schopnost v pravý čas rozpoznat a pokrýt volné místo na trhu a zdařile se vyrovnat s nečekanými zvraty a obtížemi. Melantrichova schopnost získávat přátele, spolupracovníky a mecenáše byla obdivuhodná, stejně jako schopnost přesně zorganizovat rutinní běh rozsáhlé a špičkově vybavené dílny tak, aby byla práce na rozsáhlých reprezentativních podnicích s mezinárodním dosahem vhodně střídána tiskem drobných, příležitostných či zábavných publikací. Náklady jeho knih byly zcela mimořádné a pohybovaly se v řádu tisíců kusů, což bylo tehdy velice neobvyklé. To vše ještě Melantrich doplňoval častými reedicemi již vyprodaných titulů. Kromě toho hrál de facto roli královského i zemského tiskaře. Dochované texty osobní povahy, zvláště Melantrichova závěť či předmluva bible jej představují též jako zbožného, upřímně věřícího muže.

### Arcitypograf český
V období národního obrození, především v jeho závěrečné fázi se Jiří Melantrich, podobně jako Jan Ámos Komenský či Jan Hus, stal jednou z českých ikon a také prototypem odvážného a úspěšného Čecha. Svým podnikatelským úspěchem, humanistickým rozhledem, tím, že svůj život spojil s vydáváním českých knih, mnoha domnělými i skutečnými osobními vlastnostmi přesně vyhovoval emancipující se české společnosti. Byl proto poctěn titulem arcitypograf český, který můžeme číst například na pamětní desce umístěné na radnici v rodných Rožďalovicích.
Roku 1910 začalo používat jméno Melantrich nakladatelství České strany národně sociální. To v době první republiky se také svým významem téměř vyrovnalo Melantrichovu významu v renesančních Čechách.